# Esmer yarim
Chansons représentant la Turquie au Concours Eurovision de la chanson
Yaz bitti
(1992) Sev
(1995)
Esmer yarim (en français Ma moitié brune) est la chanson représentant la Turquie au Concours Eurovision de la chanson 1993 à Millstreet, en Irlande. Elle est interprétée par le chanteur Burak Aydos (tr).

## Sélection
La chaîne de télévision turque Türkiye Radyo ve Televizyon Kurumu (TRT) organise une finale nationale pour sélectionner sa chanson pour le Concours Eurovision de la chanson 1993. La finale a lieu le 13 mars 1993 à la discothèque Andromeda à Istanbul. Huit chansons sont en compétition et le gagnant est déterminé par le public présent à l'Andromeda. Seules les trois meilleures chansons sont annoncées. Esmer yarim l'emporte.

## Eurovision
La chanson est la deuxième de la soirée, suivant Sole d'Europa interprétée par Enrico Ruggeri pour l'Italie et précédant Viel zu weit interprétée par Münchener Freiheit pour l'Allemagne.
La chanson obtient 10 points et se classe 21e des vingt-cinq participants.

### Points attribués à la Turquie
| 12 points | 10 points | 8 points | 7 points             | 6 points            |
| --------- | --------- | -------- | -------------------- | ------------------- |
|           |           |          |                      | - Espagne           |
| 5 points  | 4 points  | 3 points | 2 points             | 1 point             |
|           |           |          | - Bosnie-Herzégovine | - Croatie - Islande |